# Carosino
Carosino är en ort och kommun i provinsen Taranto i regionen Apulien i Italien. Kommunen hade 7 028 invånare (2017).